# 纽黑文县法院
纽黑文县法院（New Haven County Courthouse）位于康涅狄格州纽黑文市中心纽黑文绿地东北角，榆树街和教堂街口，建于1917年，建筑师William H. Allen和Richard Williams设计，2003年5月16日列入国家史迹名录。
该建筑拥有“该市一些最宏伟的内部空间”。